# 阪上弘一
阪上 弘一（さかがみ ひろかず、1993年9月13日 - ）は、日本のテコンドー選手・指導者。

## 経歴
熊本県宇土市野鶴町出身。両親の勧めで5歳から市内にあるテコンドー道場に通う。試合に勝つと褒められる上にゲームソフトを買ってもらえたため練習に励んだという。
熊本県立熊本農業高等学校在学中の2011年（平成23年）7月に開催されたJOCジュニアオリンピックカップ 第4回全日本ジュニアテコンドー選手権大会では高校生男子ミドル級超で優勝し、平成23年度オリンピック有望選手に選ばれた。2012年1月、熊日スポーツ大賞奨励賞を受賞。卒業直前の同年2月には第5回全日本テコンドー選手権大会・男子-74㎏で優勝。
熊本学園大学経済学部経済学科に進学し、同年9月の第6回全日本学生テコンドー選手権大会では男子-74㎏優勝、2013年2月の第6回全日本テコンドー選手権大会では階級を下げて男子-68kgで挑戦するも準優勝に終わった。2013年9月の第7回全日本学生テコンドー選手権大会では再び階級を戻して男子-74㎏で優勝。この成績から、2014年2月に熊本市スポーツ奨励賞を受賞した。
2016年3月に大学を卒業。近年では同大学のテコンドー部コーチを務めているほか、児童への指導なども行っている。
2019年4月21日に結婚したことを自身のInstagramで発表。2020年3月19日に第一子となる女児を儲けた。